# ام‌وی سیدنی ۲۰۰۰
ام‌وی سیدنی ۲۰۰۰ (به انگلیسی: MV Sydney 2000) یک کشتی است که طول آن ۶۳٫۰۰ متر (۲۰۶ فوت ۸ اینچ) می‌باشد. این کشتی در سال ۱۹۹۸ ساخته شد.